# Tanart Sathienthirakul
Tanart Sathienthirakul (ur. 29 listopada 1992 roku) – tajlandzki kierowca wyścigowy.

## Kariera
Sathienthirakul rozpoczął karierę w jednomiejscowych samochodach wyścigowych w wieku 20 lat w 2012 roku w Toyota Racing Series New Zealand. W ciągu 14 wyścigów zdołał zdobyć tam 383 punkty, co mu dało ostatecznie 14 pozycję w klasyfikacji generalnej. W tym samym roku także rozpoczął stary w Europejskim Pucharze Formuły Renault 2.0 oraz w Północnoeuropejskim Pucharze Formuły Renault 2.0. W obu tych seriach Tajlandczyk podpisał kontrakt z holenderską ekipą Manor MP Motorsport. Gdy w serii europejskiej nie zdobył żadnych punktów, w edycji północnoeuropejskiej z 60 punktami był 27.

## Statystyki
| Sezon | Seria                                                  | Zespół              | Wyścigi | Zwycięstwa | PP | NO | Podium | Punkty | Pozycja |
| ----- | ------------------------------------------------------ | ------------------- | ------- | ---------- | -- | -- | ------ | ------ | ------- |
| 2012  | Europejski Puchar Formuły Renault 2.0                  | Manor MP Motorsport | 4       | 0          | 0  | 0  | 0      | 0      | 42      |
| 2012  | Północnoeuropejski Puchar Formuły Renault 2.0          | MP Manor Motorsport | 20      | 0          | 0  | 0  | 0      | 60     | 27      |
| 2012  | Toyota Racing Series New Zealand                       | M2 Competition      | 14      | 0          | 0  | 0  | 0      | 383    | 14      |
| 2013  | Toyota Racing Series New Zealand                       | ETEC Motorsport     | 15      | 0          | 0  | 0  | 0      | 462    | 11      |
| 2013  | Północnoeuropejski Puchar Formuły Renault 2.0          | ART Junior Team     | 16      | 0          | 0  | 0  | 0      | 123    | 11      |
| 2013  | Formula Masters China Series (FMCS)                    | Eurasia Motorsport  | 12      | 1          | 3  | 0  | 6      | 115    | 7       |
| 2013  | Formula Masters China Series (FMCS) - Grand Prix Makau | Eurasia Motorsport  | 1       | 0          | 0  | 0  | 0      | N/A    | 6       |
| 2013  | Alpejska Formuła Renault 2.0                           | ARTA Engineering    | 2       | 0          | 0  | 0  | 0      | 0      | NS      |
| 2014  | Euroformula Open Championship                          | Team West-Tec       | 15      | 0          | 0  | 0  | 0      | 69     | 7       |
| 2014  | GT Asia - GT3                                          |                     | 2       | 0          | 0  | 0  | 0      | 18     | 31      |